# Amerimnon riparium
Amerimnon riparium là một loài thực vật có hoa trong họ Đậu. Loài này được (Mart.) Kuntze mô tả khoa học đầu tiên năm 1891.